# Општина Жепче
Општина Жепче је општина у Зеничко-добојском кантону Федерације БиХ. Сједиште општине и кантона се налази у градићу Жепчу.

## Географија
У општини Жепче живи око 30.000 становника и има око 600 привредних субјеката. Кроз град Жепче протиче ријека Босна, а окружен је планинама које су погодне за планинарење и ловни туризам. У непосредној близини града и у самом граду налази се 14 извора минералне воде. Један од најбогатијих извора воде налази се у насељу Бистрица, 3 km удаљен од Жепча, према Завидовићима.
Кроз општину пролази магистрални пут Сарајево — Зеница — Добој — Брод — Славонски Брод и жељезничка пруга Плоче — Сарајево — Зеница — Добој — Модрича — Босански Шамац.

## Становништво
По посљедњем службеном попису становништва из 1991. године Општина Жепче је имала 22.966 становника, распоређених у 23 насељена мјеста.
| Националност       | 1991.           | 1981.          | 1971.          |
| Муслимани          | 10.820 (47,11%) | 8.769 (44,39%) | 7.531 (44,54%) |
| Хрвати             | 9.100 (39,62%)  | 7.813 (39,55%) | 7.174 (42,43%) |
| Срби               | 2.278 (9,91%)   | 2.004 (10,14%) | 2.028 (11,99%) |
| Југословени        | 546 (2,37%)     | 832 (4,21%)    | 56 (0,33%)     |
| остали и непознато | 222 (0,96%)     | 336 (1,70%)    | 117 (0,69%)    |
| Укупно             | 22.966          | 19.754         | 16.906         |

## Насељена мјеста
Послије потписивања Дејтонског споразума општина Жепче је скоро у цјелини ушла у састав Федерације БиХ, мањи дио насеља Папратница ушао је у састав Републике Српске, односно састав општине Теслић. Године 2001. општини Жепче су придодата насеља: Аџе, Глобрица, Грабовица, Комшићи, Љубатовићи, Матина, Пире, Понијево, Радунице и Чустово Брдо, која су до тада припадала општини Маглај, и насеља: Бранковићи, Доњи Луг, Горњи Луг, Врбица, Дебело Брдо, Осова, Виниште и Горња Ловница која су до тада припадала општини Завидовићи. Тиме је површина општине порасла са 210 км² на 395 км², а општина је добила апсолутну хрватску етничку већину.
Насељена мјеста: Аџе, Бегов Хан, Бистрица, Бљува, Бранковићи, Варошиште, Вашариште, Виниште, Витлаци, Врбица, Глобрица, Голијешница, Голубиња, Горња Голубиња, Горња Ловница, Горњи Луг, Грабовица, Дебело Брдо, Доњи Луг, Желеће, Жељезно Поље, Жепче, Комшићи, Лупоглав, Љесковица, Љубатовићи, Љубна, Матина, Мрачај, Озимица, Ораховница, Осова, Папратница, Пире, Понијево, Равне Доње, Равне Горње, Радунице, Селиште, Татарбуџак и Чустово Брдо.